# Cent

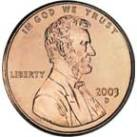
USA-beli 1 cent, ismertebb nevén „penny”.

A cent olyan pénzegység, ami a fő pénznem 1/100 részét teszi ki. (Mivel a fő pénzegységnél kisebb egységet jelöl, váltópénznek nevezzük.) Arra az érmére is vonatkozhat, ami egy centet ér. Az Amerikai Egyesült Államokban és Kanadában az 1 centes érmét gyakran pennynek nevezik, az azonos nevű brit érmére és pénzegységre utalva.
A cent szó etimológiailag a latin centum szóból ered, ami százat jelent. A pénzverdék világszerte általában a fő pénznem 1/100 és 100/100 közötti részét kitevő érméket gyártanak, a papírpénzeket pedig a nagyobb értékeknek tartják fenn. Azonban a 200/100 és az 500/100 értékű érmék sem ritkák, különösen az emlékérmék esetében. (Magyarországon a fentiektől eltérően egészen a fő pénznem kétszázszorosáig, 200 forintig használatosak fémpénzek, viszont a váltópénze, a fillér, már nincs használatban.)
Az 1 és 99 közötti centösszegeket általában az egy- vagy kétjegyű számot követő kisbetűs c betűvel jelölik (például 1 c, 2 c), vagy pedig centjellel, ami egy többnyire fentről lefelé haladó, átlós vagy függőleges vonallal van áthúzva: ¢ (például 1 ¢, 2 ¢).
A jelenleg forgalomban lévő pénzek váltópénzét szinte minden államban 1/100 egységre osztják, csak nagyon kevés kivétel van (nincs váltópénz, 1/5, 1/10, 1/1000). Korábban más váltópénzrendszereket is használtak, mint például a font sterling, ami a tízes rendszerre való, 1971-ben történt áttérésig 1/20-okra (shillingekre, s) és 1/240-ekre (régi pennykre, d) volt felosztva.

## Eurocent
A centet Magyarországon főként az euró révén ismerik, amelyet az eurózóna országaiban használnak. Érméin az EURO CENT szöveg olvasható; nevének konkrét használata nyelvenként eltér. A görög érmék közül az egycentes címlapján a ΛΕΠΤΟ („lepto”), a többi érmén pedig a ΛΕΠΤΑ („lepta”) felirat szerepel.

## További pénznemek, amelyek váltópénze cent
A váltópénz neve nem mindenhol cent, attól függetlenül, hogy a pénznem 1/100 része. A dollár, frank, peso, shilling nevű pénzek váltópénzét ma mindenhol centnek nevezik (a nyelvi eltérésekkel ez lehet: centime, centesimo, centavo, sen, sentimo). Ezeken kívül is vannak pénznemek, ahol centet használnak váltópénzként (vagy a helyi nyelven annak nevezik):
- arubai florin – 100 cent
- brazil real – 100 centavo
- bolíviai boliviano – 100 centavo
- Costa Rica-i colón – 100 céntimo
- dél-afrikai rand – 100 cent
- eritreai nakfa – 100 cent
- guatemalai quetzal – 100 centavo
- haiti gourde – 100 centime
- holland antillákbeli forint – 100 cent
- hondurasi lempira – 100 centavo
- lesothói loti – 100 sente
- maláj ringgit – 100 sen
- marokkói dirham – 100 santim
- mozambiki metical – 100 centavo
- nicaraguai córdoba – 100 centavo
- panamai balboa – 100 centésimo
- perui sol – 100 céntimo
- São Tomé és Príncipe-i dobra – 100 cêntimo
- Seychelle-i rúpia – 100 cent
- Srí Lanka-i rúpia – 100 cent
- szváziföldi lilangeni – 100 cent
- szamoai tala – 100 sene
- tongai paʻanga – 100 seniti
- venezuelai bolívar – 100 céntimo